# 芸能人パワー注入
『芸能人パワー注入』（げいのうじんパワーちゅうにゅう）はTBS系列で放送されたバラエティ番組・特別番組である。

## 概要
有吉弘行が社長、青木裕子が秘書を務める架空会社が、芸能人やテレビの力『芸能人パワー』で、現代の『くすぶっている』モノ・人・場所の手助けをするバラエティ番組。第1弾の『リアルおっぱいバレー』の企画がTBSの上層部に不評だったため、第2弾は2年後の2014年の放送になった。

## 出演者
MC
- 有吉弘行

進行
- 青木裕子

ゲスト
※第1弾

熊田曜子、勝間和代、益若つばさ、川村ゆきえ、益子直美、手島優

※第2弾

ケンドーコバヤシ、小島瑠璃子、品川祐（品川庄司）、博多華丸（博多華丸・大吉）

大嶽遥（親方パワーズ）、西村真二（ラフレクラン）、 松橋周太呂（ジューシーズ）

熊田曜子、 城咲仁、ボビー・オロゴン、きよ彦

## コーナー
第1弾
- リアルおっぱいバレー開幕!
- カリスマ芸能人戦争勃発!

第2弾
- 「くすぶっているギャル」を救え!
- くすぶっている食べ物=「くすぶり飯」を救え!
- 「くすぶり芸能人」を救え!

## ネット局

### 第1弾
| 放送対象地域   | 放送局                | 系列    | 放送日時                     | 遅れ日数   |
| -------------- | --------------------- | ------- | ---------------------------- | ---------- |
| 関東広域圏     | TBSテレビ（TBS）      | TBS系列 | 2012年9月25日 23:59 - 翌0:59 | 制作局     |
| 北海道         | 北海道放送（HBC）     | TBS系列 | 2012年9月25日 23:59 - 翌1:00 | 同時ネット |
| 山形県         | テレビユー山形（TUY） | TBS系列 | 2012年9月25日 23:59 - 翌0:59 | 同時ネット |
| 福島県         | テレビユー福島（TUF） | TBS系列 | 2012年9月25日 23:59 - 翌0:59 | 同時ネット |
| 静岡県         | 静岡放送（SBS）       | TBS系列 | 2012年9月25日 23:59 - 翌0:59 | 同時ネット |
| 石川県         | 北陸放送（MRO）       | TBS系列 | 2012年10月2日 23:50 - 翌0:50 | 7日遅れ    |
| 中京広域圏     | 中部日本放送（CBC）   | TBS系列 | 2012年10月3日 23:50 - 翌0:55 | 8日遅れ    |
| 新潟県         | 新潟放送（BSN）       | TBS系列 | 2012年10月4日 0:49 - 1:48    | 8日遅れ    |
| 広島県         | 中国放送（RCC）       | TBS系列 | 2012年10月6日 0:15 - 1:15    | 10日遅れ   |
| 宮城県         | 東北放送（TBC）       | TBS系列 | 2012年10月6日 0:35 - 1:35    | 10日遅れ   |
| 青森県         | 青森テレビ（ATV）     | TBS系列 | 2012年10月8日 23:50 - 翌0:50 | 13日遅れ   |
| 岡山県・香川県 | 山陽放送（RSK）       | TBS系列 | 2012年10月10日 0:35 - 1:35   | 14日遅れ   |
| 鹿児島県       | 南日本放送（MBC）     | TBS系列 | 2012年10月10日 0:55 - 1:55   | 14日遅れ   |
| 長野県         | 信越放送（SBC）       | TBS系列 | 2012年12月30日 0:58 - 1:58   | 95日遅れ   |

### 第2弾
| 放送対象地域   | 放送局            | 系列    | 放送日時                      | 遅れ日数 |
| -------------- | ----------------- | ------- | ----------------------------- | -------- |
| 関東広域圏     | TBSテレビ（TBS）  | TBS系列 | 2014年9月30日 23:53 - 翌1:08  | 制作局   |
| 岡山県・香川県 | 山陽放送（RSK）   | TBS系列 | 2014年10月13日 23:53 - 翌1:08 | 13日遅れ |
| 長崎県         | 長崎放送（NBC）   | TBS系列 | 2014年10月22日 23:53 - 翌1:08 | 22日遅れ |
| 中京広域圏     | CBCテレビ（CBC）  | TBS系列 | 2014年10月23日 0:33 - 1:48    | 22日遅れ |
| 山梨県         | テレビ山梨（UTY） | TBS系列 | 2014年11月29日 12:30 - 13:54  | 60日遅れ |
| 石川県         | 北陸放送（MRO）   | TBS系列 | 2012年12月28日 0:58 - 2:05    | 88日遅れ |

## スタッフ
第1弾
- 編成：時松隆吉
- プロデューサー／演出：高田脩
- 製作著作：TBS

第2弾
- 演出：高田脩
- プロデューサー：神尾祐輔
- 製作著作：TBS